# Hexenwesen (Schweiz)

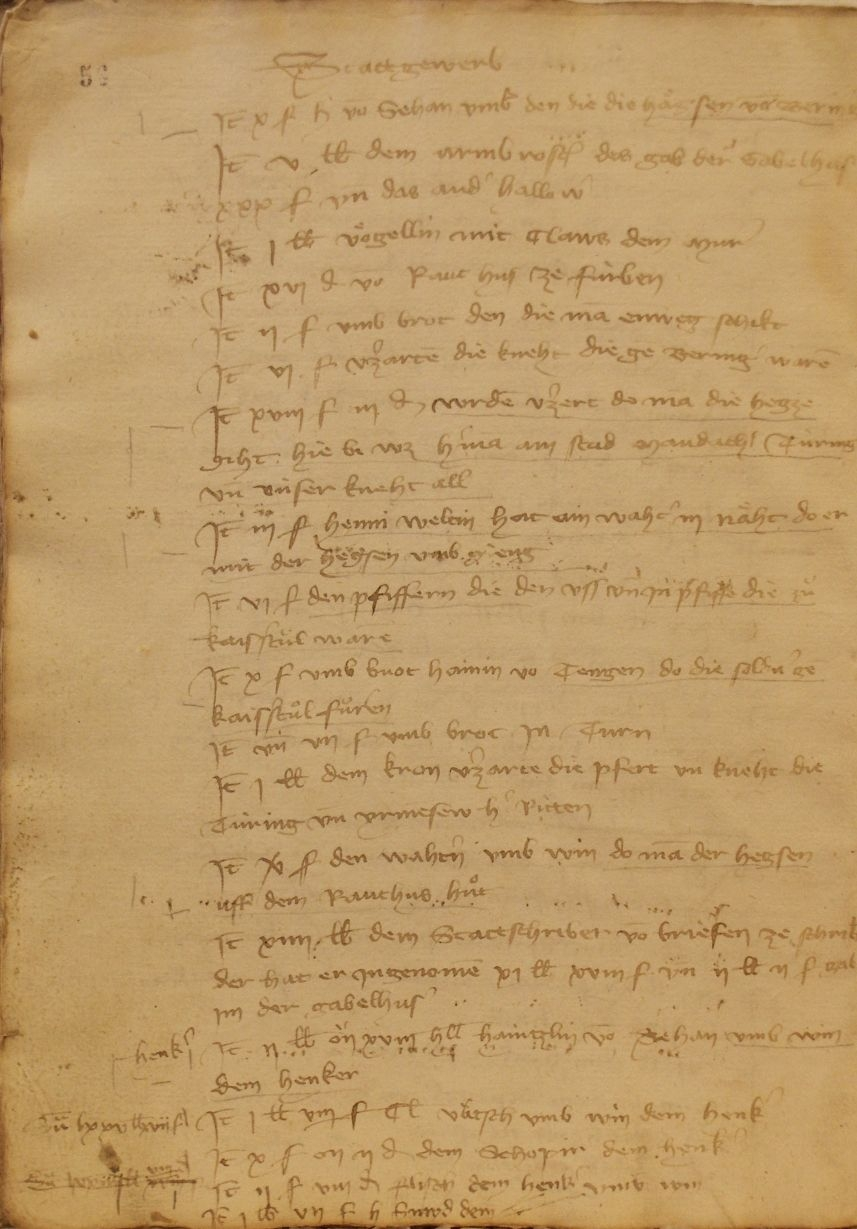
Eintragung zum Hexenbrand von 1402 in Schaffhausen

Als Hexenwesen werden die Hexenverfolgungen des 15. bis 18. Jahrhunderts bezeichnet. Auf dem Gebiet der heutigen Schweiz setzten diese um 1400 sehr früh ein. Die 1782 hingerichtete Anna Göldi gilt als letzte zum Tod verurteilte Hexe in Westeuropa. Im Zuge der Rehabilitierung der zu Unrecht beschuldigten Personen werden die etwa 10'000 Hexenprozesse als «Justizmorde» bezeichnet.

## Hexenverfolgung im Mittelalter
In den Schaffhauser Stadtrechnungen erscheint 1402/1403 ein Grosshans, der in Beringen verhaftet und vermutlich verbrannt wurde. Der Henker berechnete ein «Schiff», wohl für eine Wasserprobe, sowie das trockene Brennholz für den «Hegsen Brand». Es kann sich aber durchaus um mehrere Personen gehandelt haben. In der Stadt Basel wurden 1407 sieben Frauen wegen Zauberei angeklagt und meist aus der Stadt verbannt. Der Begriff Hexerei ist 1419 erstmals als «hexereye» im deutschen Sprachraum durch ein Gerichtsverfahren in Luzern nachgewiesen. Ein Mann namens Gögler wurde dort gefoltert, aber für unschuldig befunden.
Ulric de Torrenté war von 1423 bis 1442 Inquisitor der Westschweizer Diözesen Lausanne, Genf und Sitten. Er schritt 1428 im Hochstift Sitten erstmals gegen Hexer und Hexen ein. Das Unterwallis gehörte damals wie Lausanne zu Savoyen. Die umfassende Verfolgung der Jahre bis 1436 wurde jedoch von Laiengerichten geführt. De Torrenté trat 1429 erstmals im Freiburger Umland auf, um dort gegen Hexer und Hexen im Umland der Stadt vorzugehen. Im folgenden Jahr leitete er den zweiten Freiburger Waldenserprozess. In der Herrschaft Dommartin führte de Torrenté im Sommer 1438 einen ersten Prozess gegen Pierre de la Prélaz, an dessen Todesurteil er beteiligt war. Ein Jahr später verurteilte er in Neuenburg Jaquet dou Plain und Enchimandus le Masseler zum Tod auf dem Scheiterhaufen. In Vevey wurde 1441 eine mutmassliche Hexe hingerichtet. Es folgten weitere Verurteilungen in Freiburg, Neuenburg und Vevey in den 1440er und 1480er Jahren, die oft auch von weltlichen Gerichten gesprochen wurden. Die Prozesse in der Leventina von 1432 und der späten 1450er Jahre glichen denen in der Westschweiz. Zu den Opfern in Basel gehörte 1458 Gret Fröhlicher.
Heinrich Kramer (bzw. Henricus Institoris) liess als 1478 ernannter Inquisitor Oberdeutschlands in den Diözesen Basel, Brixen, Strassburg und Konstanz «systhematisch-flächendeckende» Hexenverfolgungen durchführen. Zur Diözese Konstanz mit 48 vorwiegend weiblichen Opfern gehörten bedeutende Teile der damaligen Eidgenossenschaft. Vor Kramers Hexenhammer von 1486 erschienen 1430 theoretische Texte über teuflische Sekten und den Hexensabbat in französischer Sprache.
Der Anteil der Frauen an den Verfolgten machte im Mittelalter nur rund ein Drittel aus. Die Historikerin Kathrin Utz Tremp stellte allerdings fest, dass Frauen 1448 in Vevey «sexistischer» befragt wurden als die Männer.

## Hexenverfolgung in der Frühen Neuzeit

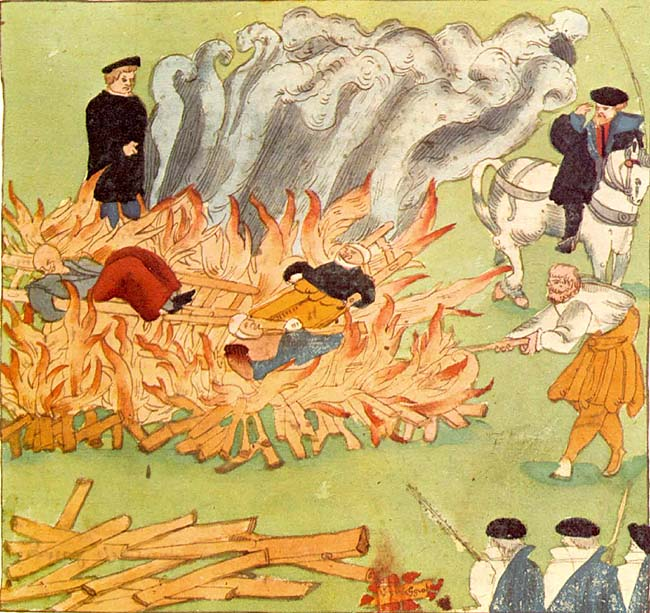
Verbrennung von drei Hexen, Baden 1585 (Wickiana)

Bis zum Ende der Verfolgungen in der Frühen Neuzeit stieg der Frauenanteil unter den Angeklagten stetig an. Die Anzahl der Hexenprozesse nahm im letzten Drittel des 16. Jahrhunderts stark zu und verringerte sich gegen Mitte des 17. Jahrhunderts wieder. Im 17. Jahrhundert wurden auch mehr als hundert Kinder Opfer der Prozesse. Der Obwaldner Landammann lehnte 1737 die Folterung eines neunjährigen Mädchens ab. Aus dem 18. Jahrhundert sind im Verhältnis nur wenige Prozesse überliefert.
Regionale Schwerpunkte waren das Waadtland mit etwa 1700 Verurteilungen und Graubünden mit mindestens 1000 Prozessen, wo der Schwerpunkt in der zweiten Hälfte des 17. Jahrhunderts lag. Ein Grund für diese Häufung war die regional stark zersplitterte Blutgerichtsbarkeit in beiden Gebieten. In der Grafschaft Baden sind für das 16. Jahrhundert 30 Hexenprozesse überliefert. Für das 17. Jahrhundert sind 17 Opfer in der Stadt Baden nachgewiesen. Nach Hexenprozessen wurden in Basel mindestens 29 Frauen hingerichtet. In Rheinau wurden 1618 und 1619 sieben Frauen als Hexen verbrannt. Für Zürich listet Otto Sigg zwischen 1487 und 1701 80 Frauen und vier Männer als Opfer der Verfolgungen auf. Zu ihnen gehören sieben Frauen und ein Mann aus Wasterkingen, die wegen Bündnissen mit dem Teufel zum Tode verurteilt wurden.
Michée Chauderon wurde im April 1652 als letzte angebliche Hexe in Genf hingerichtet. In Freiburg wurde Catherine Repond als letzte Frau im September 1731 verbrannt, nachdem sie vorher stranguliert wurde. In der Innerschweiz wurden 1737 sechs Frauen und ein Mann zum Tode verurteilt. Die 16-jährige Katharina Kalbacher war im Dezember die letzte Person, die dort öffentlich hingerichtet wurde. Bei den letzten Hexenprozessen starben 1753 und 1754 zwei Frauen nach Folterungen im Schwyzer Gefängnis. In Tinzen verweigerte Maria Ursula Padrutt 1780 nach zweimaligen Folterungen ein Geständnis und musste ins Exil gehen. Die Magd Anna Göldi wurde als «Vergifterin» gefoltert und im Juni 1782 geköpft. Sie gilt als letzte «Hexe», die auf dem Gebiet der Eidgenossenschaft hingerichtet wurde.

## Rehabilitierung
Zum 300. Jahrestag des Wasterkinger Prozesses verurteilten 2001 der Zürcher Regierungspräsident Markus Notter und Kirchenratspräsident Ruedi Reich die Hinrichtungen als «Justizmorde». Der Kanton Glarus rehabilitierte 2008 Anna Göldi. Catherine Repond wurde vom Kanton Freiburg nur moralisch, nicht aber im juristischen Sinn rehabilitiert. Eine Unterstützung der historischen Aufarbeitung wurde jedoch in beiden Kantonen mit knapper Mehrheit abgelehnt. Der Grosse Rat des Kantons Basel-Stadt lehnte 2012 und 2014 eine Rehabilitierung von angeblichen Hexen ab.

## Museen und Ausstellungen
- Im August 2017 wurde im wiedererrichteten «Hänggiturm» in Ennenda das Anna Göldi Museum eröffnet.
- Das 2009 gegründete Hexenmuseum Schweiz hat einen Ausstellungsraum den Hexenverfolgungen gewidmet. Es befindet sich seit 2018 im Schloss Liebegg in Gränichen.
- Das Museum Mollis kuratierte 2007 eine «Anna-Göldi-Ausstellung».
- Das Museum Murten zeigte 2009 eine Sonderausstellung zur Hexenverfolgung im Kanton Freiburg.

## Gedenkorte

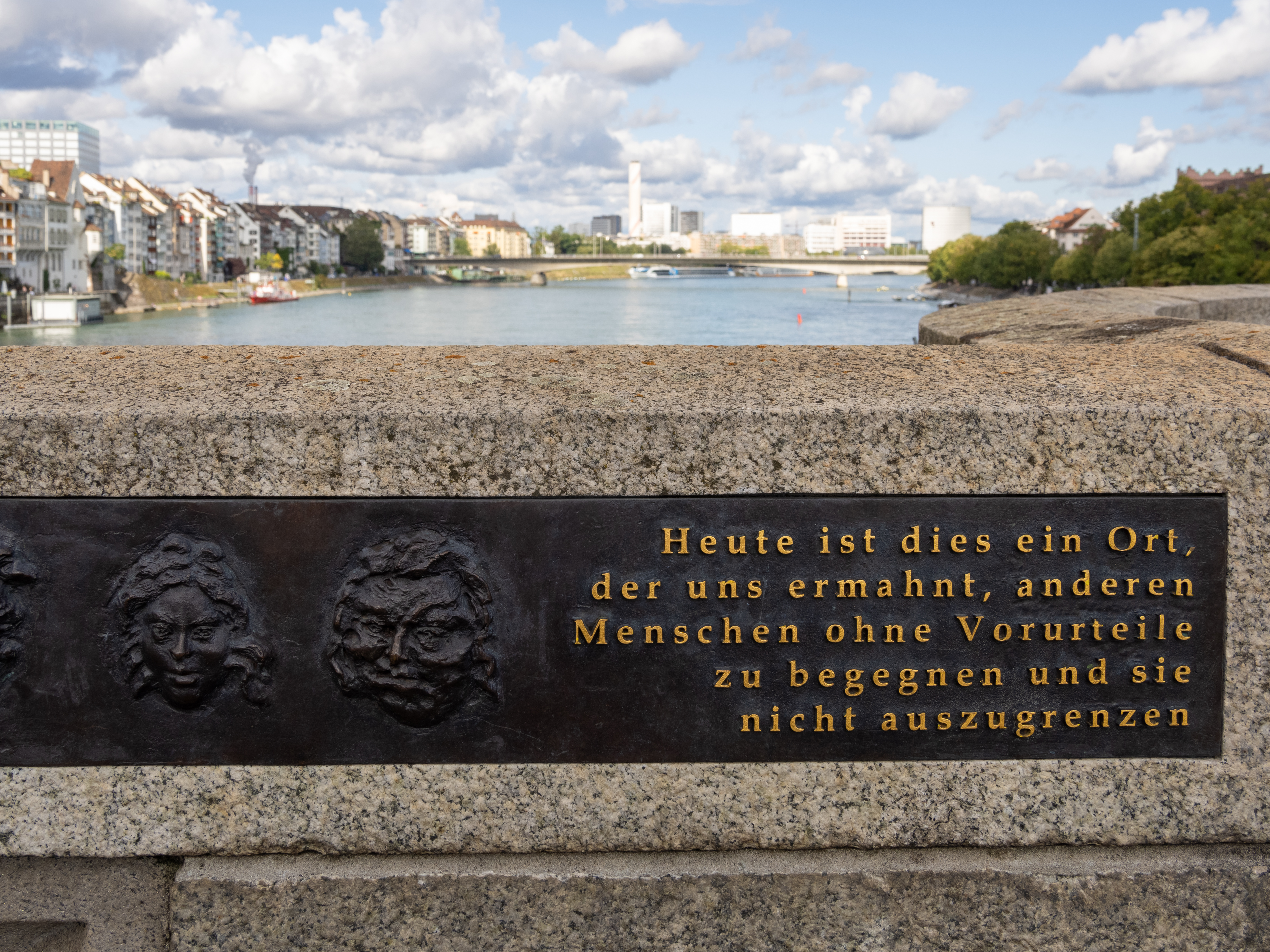
Gedenktafel in Basel

- Im Juni 1997 erhielt die Genfer Avenue des Eidguenots den neuen Namen Chemin Michée-Chauderon.
- Die Stadt Freiburg benannte im Oktober 2010 einen Platz nach Catherine Repond.
- In Glarus und Mollis wurden Wege nach Anna Göldi benannt.
- Am Gerichtshaus in Glarus sind seit Juni 2014 nachts zwei Dachfenster beleuchtet, die an den Prozess Anna Göldis erinnern.
- In Basel erinnert seit März 2019 eine Gedenktafel auf der Mittleren Rheinbrücke an Frauen, die dort mit Gewichten beschwert in den Rhein gestossen wurden.
- Der 30 Meter hohe Kamin der ehemaligen Textilfabrik «Jenny & Co.» vor dem Anna-Göldi-Museum zeigt nach seiner Sanierung im August 2020 die Schriftzüge «ANNA» in weisser und schwarzer Farbe.[1]